# Stazione di Kawagoe
La stazione di Kawagoe (川越駅?, Kawagoe-eki) è una stazione ferroviaria situata nella città omonima della prefettura di Saitama in Giappone. La stazione è servita dalla linea Kawagoe della JR East e dalla linea Tōbu Tōjō delle Ferrovie Tōbu. La stazione è frequentata da circa 34.000 passeggeri per quanto riguarda la linea Kawagoe della JR e da circa 120.000 passeggeri al giorno per la linea Tōbu Tōjō.

## Storia
La stazione venne aperta il 30 settembre 1985.

## Linee
JR East
■ Linea Kawagoe
 Ferrovie Tōbu
● Linea Tōbu Tōjō

## Struttura

### Stazione Ferrovie Tōbu
Le Ferrovie Tōbu dispongono due binari con due marciapiedi laterali
| 1 | ● Linea Tōbu Tōjō | for Fujimino, Wakōshi e Ikebukuro - Via Linea Yurakucho per Shin-Kiba - Via Linea Fukutoshin per Shibuya, via linea Tōkyū Tōyoko per Yokohama e, via linea Minatomirai per Motomachi-Chūkagai |
| 2 | ● Linea Tōbu Tōjō | per Sakado, Ogawamachi e Yorii |

### Stazione JR East
La stazione è dotata di due banchine a isola con tre binari totali (i binari 4 e 5 sono condivisi).
| 3-6 | ■ Linea Kawagoe                  | per Ōmiya, Ikebukuro, Shinjuku, Ōsaki e Shin-Kiba |
| 3-6 | ■ Linea Kawagoe (sez. regionale) | per Komagawa, Higashi-Hannō e Hachiōji            |

## Stazioni adiacenti
| «               | Servizio           | »             |
| Linea Saikyō    | Linea Saikyō       | Linea Saikyō  |
| --------------- | ------------------ | ------------- |
| Nishi-Kawagoe   | Locale             | Minami-Furuya |
| Linea Tōbu Tōjō |                    |               |
| Shingashi       | Locale             | Kawagoeshi    |
| Shingashi       | Semiespresso       | Kawagoeshi    |
| Shingashi       | Espresso pendolari | Kawagoeshi    |
| Fujimino        | Espresso           | Kawagoeshi    |
| Fujimino        | Rapido             | Kawagoeshi    |
| Shiki           | Espresso rapido    | Kawagoeshi    |
| Fujimino        | TJ Liner           | Kawagoeshi    |